# 任鍾晳

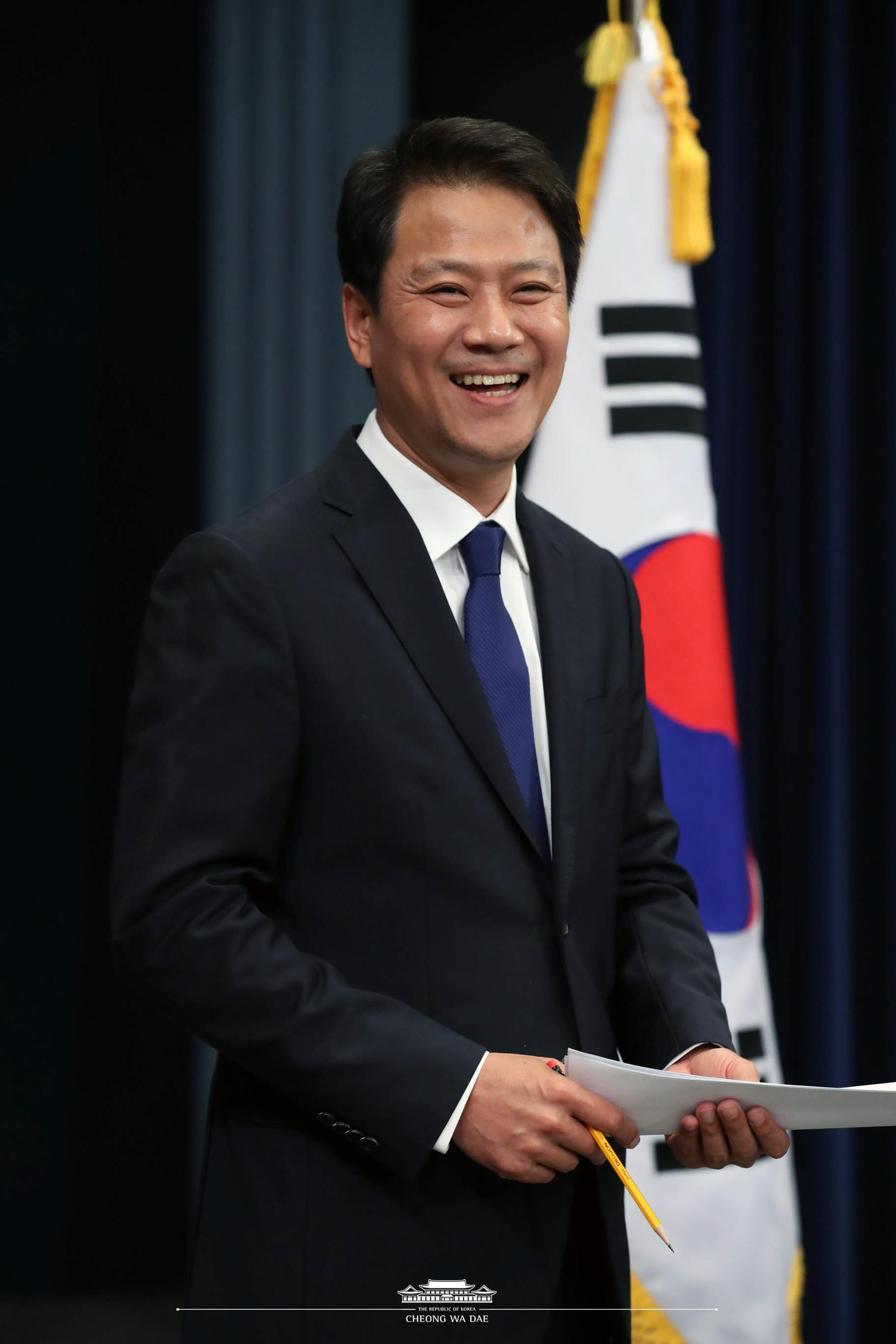
任鍾晳

任 鍾晳（イム・ジョンソク、朝鮮語: 임종석、1966年4月24日 - ）は、大韓民国の政治家、元学生運動家。本貫は長興任氏。全羅南道長興郡出身。
学生時代には、全国大学生代表者協議会議長として北朝鮮で開催の第13回世界青年学生祭典に女子大学生林秀卿を派遣。この際の金日成主席と抱擁シーンは訪北禁止時代にあって大きな注目を集めた。この事件により逮捕され懲役5年の実刑判決（国家保安法違反）をうけ、3年半服役した。
2024年の第22代総選挙ではソウル中区・城東区甲選挙区から出馬しようとしたが、党の公認候補は全賢姫に決められたため不出馬となった。

## 略歴
- 1985年：龍門高等学校卒業
- 1986年：漢陽大学無機材料工学科入学
- 1987年〜1989年：漢陽大学教内音楽club開闢創立と活動
- 1989年：漢陽大学総学生会長
- 1989年：全国大学生代表者協議会(全大協)第3代議長
- 1991年：林秀卿の訪北朝鮮事件の関与している拘束
- 1994年：青年情報Center創立
- 1995年：漢陽大学無機材料工学科卒業
- 1999年：新千年民主党の結党準備委員
- 2000年：第16代国会議員（新千年民主党、ソウル城東区）
- 2004年：第17代国会議員（ウリ党、ソウル城東区）
- 2004年：ヨルリウリ党の院内代弁者
- 2004年：「南北経済文化協力財団」創立。理事長を務める。[4][5]
- 2008年：統合民主党ソウル城東区を党協委員長
- 2013年：朴元淳ソウル市長キャンプ総括チーム長
- 2014年〜2015年：ソウル特別市政務副市長
- 2017年5月10日〜2019年：大韓民国大統領秘書室長
- 2019年1月〜：アラブ首長国連邦特任外交特別補佐官[6]